# Videografia de G-Dragon
A videografia do artista musical sul-coreano G-Dragon, consiste em vinte e dois vídeos musicais (incluindo sete de colaboração), onze álbuns de vídeo ao vivo (incluindo cinco como artista convidado) e três outros tipos de álbuns de vídeo. Em 2001, aos treze anos, seu primeiro vídeo musical como artista solo foi lançado através da canção "My Age is 13", pertencente ao álbum Hip Hop Flex. Já como integrante da YG Entertainment, G-Dragon realizou diversas aparições em vídeos musicais de seus companheiros de gravadora nos anos seguintes. 
Após dois anos de sua estreia como um membro do grupo masculino Big Bang, em 2009, G-Dragon lançou seu primeiro álbum de estúdio intitulado Heartbreaker, que produziu cinco vídeos musicais, dentre eles, o de sua canção homônima, que tornou-se o primeiro single do referido álbum. No ano seguinte, através de sua colaboração com T.O.P, a dupla lançou seu primeiro vídeo musical, através da canção "High High" e adicionalmente, G-Dragon lançou 1st Live Concert : Shine A Light, seu primeiro álbum de vídeo. Em 2012, através do lançamento de seu primeiro extended play (EP) One of a Kind, foram produzidos três vídeos musicais, incluindo de sua canção de mesmo nome, que venceu o prêmio de Vídeo Musical do Ano no HipHopPlaya Awards. 
Com o lançamento de seu segundo álbum de estúdio, Coup d'Etat (2013), G-Dragon lançou quatro vídeos musicais, dentre eles, o de sua canção homônima, que venceu o prêmio de Melhor Vídeo Musical no Mnet Asian Music Awards. No mesmo ano, em uma colaboração com Taeyang, a dupla divulgou o vídeo musical de sua canção "Good Boy". Em 2017, G-Dragon lançou seu segundo EP Kwon Ji Yong, que gerou o vídeo musical das canções "Untitled, 2014" e "Bullshit", com este último sendo disponibilizado apenas em formato digital, além disso, lançou seu sexto álbum de vídeo, G-Dragon 2017 World Tour <Act III, M.O.T.T.E> In Japan, que transformou-se em seu álbum de vídeo mais vendido.

## Vídeos musicais

### Como artista principal
| Ano  | Canção           | Diretor(es)    | Notas |
| ---- | ---------------- | -------------- | --- |
| 2001 | "My Age is 13"   | -              | |
| 2009 | "Heartbreaker"   | Seo Hyun-seung | |
| 2009 | "Breathe"        | -              | |
| 2009 | "She's Gone"     | -              | |
| 2009 | "Butterfly"      | -              | |
| 2009 | "A Boy"          | -              | |
| 2012 | "One of a Kind"  | Seo Hyun-seung | - Venceu - HipHopPlaya Awards de Vídeo Musical do Ano.                                                                              |
| 2012 | "That XX"        | Han Sa-min     | |
| 2012 | "Crayon"         | Seo Hyun-seung | - Nomeado - Singapore e-Awards para Vídeo Musical de K-Pop Mais Popular.                                                            |
| 2013 | "MichiGO"        | Seo Hyun-seung | |
| 2013 | "Coup d'Etat"    | Seo Hyun-seung | - Venceu - Mnet Asian Music Awards de Melhor Vídeo Musical.                                                                         |
| 2013 | "Crooked"        | Han Sa-min     | - Nomeado - Singapore e-Awards para Vídeo Musical de K-Pop Mais Popular. - Nomeado - World Music Awards para Melhor Vídeo do Mundo. |
| 2013 | "Who You?"       | Han Sa-min     | |
| 2017 | "Untitled, 2014" | Han Sa-min     | |
| 2017 | "Bullshit"       | -              | - Seu lançamento ocorreu na ocasião de seu aniversário, exclusivamente para quem adquiriu o álbum Kwon Ji Yong em formato USB.      |

### De colaborações
| Ano  | Canção            | Artista(s)   | Diretor(es)    | Notas                       |
| ---- | ----------------- | ------------ | -------------- | --------------------------- |
| 2010 | "High High"       | GD&TOP       | -              |                             |
| 2010 | "Oh Yeah"         | GD&TOP       | -              |                             |
| 2010 | "Knock Out"       | GD&TOP       | -              |                             |
| 2010 | "Don't Go Home"   | GD&TOP       | -              |                             |
| 2010 | "Baby Good Night" | GD&TOP       | -              |                             |
| 2014 | "Good Boy"        | GD X Taeyang | Colin Tilley   | - Canção lançada sem álbum. |
| 2015 | "Zutter"          | GD&TOP       | Seo Hyun-seung |                             |

### Como artista convidado e aparições especiais
| Ano  | Canção                          | Artista principal                                    | Diretor(es)    | Notas                                                                   |
| ---- | ------------------------------- | ---------------------------------------------------- | -------------- | ----------------------------------------------------------------------- |
| 2001 | "Storm"                         | Perry (com participação de G-Dragon, Masta Wu, Sean) | -              |                                                                         |
| 2002 | "Hip Hop Gentlemen"             | YG Family                                            | -              |                                                                         |
| 2002 | "YMCA Baseball Team"            | YG Family                                            | -              |                                                                         |
| 2003 | "Hot"                           | 1TYM                                                 | -              | - Aparição especial                                                     |
| 2004 | "Phone number"                  | Jinusean                                             | -              | - Aparição especial juntamente com Psy.                                 |
| 2009 | "Rain Is Fallin'"               | W-Inds.                                              | -              | - Venceu - MTV Video Music Awards Japan de Melhor Vídeo de Colaboração. |
| 2009 | "Strong Baby"                   | Seungri                                              | -              |                                                                         |
| 2009 | "Fire"                          | 2NE1                                                 | -              | - Aparição especial em sua versão intitulada street.                    |
| 2010 | "I Need a Girl"                 | Taeyang (com participação de G-Dragon)               | -              | - Contém duas versões, ambas contém a participação de G-Dragon.         |
| 2012 | "When I Can't Sing"             | Seven                                                | -              | - Aparição especial                                                     |
| 2013 | "Ringa Linga"                   | Taeyang                                              | Jerry Evans    | - Aparição especial                                                     |
| 2013 | "The Baddest Female"            | CL                                                   | Seo Hyun-seung | - Aparição especial                                                     |
| 2014 | "Dirty Vibe"                    | Skrillex com Diplo, CL e G-Dragon                    | Lil’ Internet  |                                                                         |
| 2014 | "Hangover feat. Snoop Dogg"     | Psy                                                  | Cha Eun-taek   | - Aparição especial                                                     |
| 2014 | "Look at Me, Gwisun (JPN ver.)" | Daesung                                              | -              | - Aparição especial                                                     |

## Álbuns de vídeo

### Ao vivo
| Detalhes | Melhores posições | Melhores posições | Vendas                              |
| Detalhes | JAP DVD           | JAP Blu-ray       | Vendas                              |
| --- | ----------------- | ----------------- | ----------------------------------- |
| 1st Live Concert : Shine A Light - Lançamento: - 20 de abril de 2010 (COR) - 24 de abril de 2010 (JAP) - Língua: Coreano - Gravadora: YG Entertainment - Formatos: DVD                       | 19                | —                 | - JAP: 5,886 mil                    |
| G-Dragon World Tour DVD [One Of A Kind in Seoul] - Lançamento: - 13 de setembro de 2013 (COR) - 18 de setembro de 2013 (JAP) - Língua: Coreano - Gravadora: YG Entertainment - Formatos: DVD | 6                 | —                 | - JAP: 12,235 mil                   |
| G-Dragon World Tour One Of A Kind In Japan Dome Special - Lançamento: 20 de novembro de 2013 - Língua: Japonês - Gravadora: YG Entertainment - Formatos: DVD, Blu-ray                        | 3                 | 6                 | - JAP: 27,987 mil                   |
| G-Dragon World Tour DVD [One Of A Kind THE FINAL in Seoul + World Tour] - Lançamento: 12 de fevereiro de 2014 (JAP) - Língua: Coreano - Gravadora: YG Entertainment - Formatos: DVD          | 8                 | —                 | - JAP: 3,480 mil                    |
| One Of A Kind 3D ～One Of A Kind 2013 1st World tour～ DVD - Lançamento: 21 de abril de 2014 - Língua: Coreano - Gravadora: YG Entertainment - Formatos: DVD, Blu-ray                        | 35                | 32                | - JAP: 2,138 mil                    |
| G-Dragon 2017 World Tour <Act III, M.O.T.T.E> In Japan - Lançamento: 7 de fevereiro de 2018 - Língua: Japonês - Gravadora: YGEX - Formatos: DVD, Blu-ray                                     | 1                 | 2                 | - JAP: 18,310 mil - CHN: 39,400 mil |
| "—" indica lançamentos que não figuraram nas paradas ou não foram lançados nessa região. |                   |                   |                                     |

### Outros lançamentos
| Detalhes | Melhores posições | Vendas            |
| Detalhes | JAP DVD           | Vendas            |
| --- | ----------------- | ----------------- |
| G-Dragon's Collection DVD: One Of A Kind - Lançamento: - 2 de abril de 2013 (COR) - 27 de março de 2013 (JAP) - Línguas: Coreano, Japonês - Gravadora: YG Entertainment - Formatos: DVD         | 9                 | - JAP: 12,880 mil |
| G-Dragon's Collection DVD II: Coup D'Etat - Lançamento: - 24 de dezembro de 2013 (COR) - 25 de dezembro de 2013 (JAP) - Línguas: Coreano, Japonês - Gravadora: YG Entertainment - Formatos: DVD | 26                | - JAP: 4,683 mil  |
| G-Dragon × Taeyang in Paris 2014 - Lançamento: 18 de junho de 2014 - Línguas: Coreano, Japonês - Gravadora: YG Entertainment - Formatos: DVD                                                    | 8                 | - JAP: 6,033 mil  |

### Participações em álbuns de vídeo
| Título | Melhores posições | Melhores posições | Vendas            |
| Título | JAP DVD           | JAP Blu-ray       | Vendas            |
| --- | ----------------- | ----------------- | ----------------- |
| YG Family Making Film & Calender + Diary' - Lançamento: 29 de dezembro de 2010 (JAP) - Língua: Japonês - Gravadora: Universal Music Japan - Formatos: DVD | 14                | —                 | —                 |
| YG Family Live Concert 2010 DVD+MAKING BOOK - Lançamento: 1 de junho de 2011 (JAP) - Língua: Japonês - Gravadora: Universal Music Japan - Formatos: DVD   | 14                | —                 | —                 |
| 15th Anniversary YG Family Concert in Seoul 2011 - Lançamento: 13 de junho de 2012 (JAP) - Língua: Japonês - Gravadora: YGEX - Formatos: DVD              | 10                | —                 | —                 |
| 2012 YG Family Concert in Japan - Lançamento: August 8, 2012 (JAP) - Língua: Japonês - Gravadora: YGEX - Formatos: DVD                                    | 3                 | —                 | —                 |
| YG Family World Tour 2014 -Power- in Japan - Lançamento: January 7, 2015 (JAP) - Língua: Japonês - Gravadora: YGEX - Formatos: DVD, Blu-ray               | 2                 | 8                 | - JAP: 13,058 mil |
| "—" indica lançamentos que não figuraram nas paradas ou não foram lançados nessa região.                                                                  |                   |                   |                   |

## Filmografia

### Documentários
| Ano  | Título                               | Notas |
| ---- | ------------------------------------ | --- |
| 2016 | Big Bang Made                        | - Documentário lançado em 30 de junho de 2016, que exibiu os bastidores da segunda turnê mundial do Big Bang, Made World Tour (2015-2016).                                   |
| 2018 | Kwon Ji Yong (권지용) Act III: Motte | - Documentário lançado através do YouTube Premium em 5 de setembro de 2018. O mesmo exibiu os bastidores de sua segunda turnê mundial, Act III: M.O.T.T.E World Tour (2017). |

## Televisão

### Participações em programas de variedades
| Ano  | Rede    | Título                              | Função                     | Notas |
| ---- | ------- | ----------------------------------- | -------------------------- | --- |
| 2007 | MBC     | Come to Play                        | Convidado                  | |
| 2007 | SBS     | Miraculous Victory and Defeat       | Convidado                  | episódio 5, com Seungri |
| 2008 | SBS     | Miraculous Victory and Defeat       | Convidado                  | episódios 8 e 10, com Daesung |
| 2008 | MBC     | Come to Play                        | Convidado                  | episódio 194, com T.O.P |
| 2008 | SBS     | Family Outing                       | Convidado                  | Temporada 1, episódios 7 e 8, com Shin Sung-rok                                                                                  |
| 2009 | SBS     | Strong Heart                        | Convidado                  | episódio 1, com Seungri |
| 2010 | KBS2    | You Hee-yeol's Sketchbook           | Convidado                  | episódio 58, com Taeyang |
| 2011 | KBS     | Star Date                           | Convidado                  | com T.O.P |
| 2011 | SBS     | Night After Night                   | Convidado                  | episódio 9, com T.O.P |
| 2011 | SBS     | Kim Jung Eun's Chocolate            | Convidado                  | episódio 130, com T.O.P |
| 2011 | SBS     | Strong Heart                        | Convidado                  | episódios 65 e 66, com Seungri                                                                                                   |
| 2011 | MBC     | Infinite Challenge                  | Parceiro de Park Myeong-su | Temporada 4, episódios 247-249 Evento: "Infinite Challenge West Coast Expressway Song Festival" (Temporada 4, episódios 253-256) |
| 2012 | Naver   | "One of a Kind" Live Countdown      | Convidado especial         | |
| 2012 | MBC     | Infinite Challenge                  | Convidado                  | Quadro: "Infinite Company" (Temporada 4, episódios 297-298)                                                                      |
| 2013 | SBS     | Thank You                           | Convidado                  | episódios 3 e 4 |
| 2013 | SBS     | Hwasin: Controller of the Heart     | Convidado                  | episódio 6, com Daesung |
| 2013 | 1theK   | Ask in a Box: Coup D'etat           | Convidado                  | episódio 37 |
| 2013 | MBC     | Infinite Challenge                  | Parceiro de Jung Hyung-don | Evento: "Infinite Challenge Freeway Song Festival" (Temporada 4, episódios 346, 349, 351-354)                                    |
| 2013 | MBC     | Weekly Idol                         | Convidado                  | episódios 125 e 126 |
| 2014 | KBS2    | You Hee-yeol's Sketchbook           | Convidado                  | episódio 202, com Jang Pilsoon, M.I.B e Colla Voice                                                                              |
| 2015 | MBC     | Infinite Challenge                  | Convidado                  | Evento: "Infinite Challenge Yeongdong Expressway Song Festival" (Temporada 4, episódios 435-440 e 442), com Taeyang              |
| 2015 | JTBC    | Please Take Care of My Refrigerator | Convidado                  | episódio 43, com Taeyang |
| 2015 | KBS2    | The Return of Superman              | Participação               | episódios 97 e 98 |
| 2016 | OnStyle | Devil's runway                      | Convidado                  | episódio 3 |
| 2016 | MBC     | Infinite Challenge                  | Personagem CEO Kwon        | Especial: "Infinite Company: Employees In Crisis" (Temporada 4, episódios 495-497)                                               |